# Профилактика (медицина)
Вижте пояснителната страница за други значения на профилактика.
Профилактиката, наричана също превантивна медицина, е комплекс от мерки и мероприятия за предотвратяване на възникването, развитието и разпространението на заболявания по човека и полезните за него животни и растения, вместо тяхното лечение или лечението на симптомите им. Профилактиката се отличава от методите, използвани при лечебните и палиативни грижи, както и от тези, използвани при общественото здравеопазване, което работи на равнището на здравето на цялото население, а не на здравето на отделния човек.